# خالد شفیعی
خالد شفیعی (زادهٔ ۹ بهمن ۱۳۶۶) بازیکن سابق فوتبال اهل ایران است.
وی سابقهٔ عضویت در تیم‌های کوثر لرستان، فجر سپاسی شیراز، نفت تهران، گسترش فولاد، تراکتورسازی، سئول، ذوب‌آهن اصفهان و سپاهان اصفهان را دارد.

## افتخارات
- نایب قهرمانی در لیگ برتر ۹۴–۱۳۹۳ به همراه تیم تراکتورتبریز
- نایب قهرمانی در لیگ برتر ۹۷–۱۳۹۶ به همراه تیم ذوب‌آهن اصفهان
- نایب قهرمانی در لیگ برتر ۹۸–۱۳۹۷ به همراه تیم سپاهان اصفهان
- جام حذفی
- نایب قهرمانی در جام حذفی ۹۶–۱۳۹۵ به همراه تیم تراکتور تبریز